# Lo Vilot
Lo Vilot és una muntanya de 281 metres que es troba al poble de Sucs, dins del terme municipal de Lleida, a la comarca catalana del Segrià. Prop del cim podem trobar-hi un vèrtex geodèsic (referència 247111001). Avui dia forma part d'un parc amb elements arqueològics i de lleure.